# مستشفى رويال هالامشاير
مستشفى رويال هالامشاير هو مستشفىً تعليمي عام يقعُ في شفيلد في جنوب يوركشاير بإنجلترا.

## روابط خارجية
- الموقع الرسمي